# Elecciones al Parlamento Vasco de 2001
Las elecciones al Parlamento Vasco de 2001, que abrieron paso a la VII Legislatura, se celebraron el día 13 de mayo de 2001.

## Sistema electoral
El Parlamento Vasco modificó la ley electoral para disminuir el umbral para obtener representación en cada territorio histórico, al 3 por ciento del total de votos válidos emitidos.

## Contexto político
Tras la ruptura del Pacto de Estella y de la tregua de ETA, la situación política cambió bruscamente. Por primera vez, izquierda y derecha constitucionalistas presentaron una estrategia común para desbancar al Partido Nacionalista Vasco del poder autonómico. Así, Jaime Mayor Oreja y Nicolás Redondo Terreros, candidatos de PP y PSE-EE respectivamente, se postularon para gobernar en coalición.
Este "frentismo" benefició al nacionalismo vasco moderado, ya que, como respuesta, PNV y EA se presentaron en coalición, ganando en las tres provincias y obteniendo 33 parlamentarios y el 42,37% de los votos; mientras que el PP y el PSE no conseguían sobrepasarles, obteniendo menos escaños (32 entre ambos) y votos (40,6% en total con 22,9% y 17,7% respectivamente). Estos resultados propiciaron un nuevo tripartito (PNV-EA-EB) en minoría, con 36 escaños sobre 75.
Euskal Herritarrok, tras la ruptura de la tregua y el abandono de sus socios, se presentó con esas mismas siglas y sufrió un importante castigo electoral que le hizo perder 7 escaños (de 14 a 7) y obtener los peores resultados de la historia de la izquierda abertzale. Unidad Alavesa decidió no concurrir e incluyó a su parlamentaria en las listas del PP.

## Resultados
| ← Elecciones al Parlamento Vasco de 2001 → |                                                                                               |                          |         |       |         |            |
| Lendakari y gobierno | Partido                                                                                       | Candidato                | Votos   | %     | Escaños | +/-        |
| - Lendakari: Juan José Ibarretxe - Gobiernos: EAJ-PNV y EA (hasta septiembre de 2001) EAJ-PNV, EA y EB-IU-B (septiembre de 2001-2005) - Censo: 1.813.356 - Votantes: 1.431.996 (79,0%) - Abstención: 381.360 (21,0%) - Válidos: 1.425.777 - A candidatura: 1.414.269 (99,2%) | Coalición Euzko Alderdi Jeltzalea-Partido Nacionalista Vasco - Eusko Alkartasuna (EAJ-PNV-EA) | Juan José Ibarretxe      | 604.222 | 42,72 | 33 a    | +6 b       |
| - Lendakari: Juan José Ibarretxe - Gobiernos: EAJ-PNV y EA (hasta septiembre de 2001) EAJ-PNV, EA y EB-IU-B (septiembre de 2001-2005) - Censo: 1.813.356 - Votantes: 1.431.996 (79,0%) - Abstención: 381.360 (21,0%) - Válidos: 1.425.777 - A candidatura: 1.414.269 (99,2%) | Partido Popular (PP) c                                                                        | Jaime Mayor Oreja        | 326.933 | 23,12 | 19 d    | + 3 (+1 e) |
| - Lendakari: Juan José Ibarretxe - Gobiernos: EAJ-PNV y EA (hasta septiembre de 2001) EAJ-PNV, EA y EB-IU-B (septiembre de 2001-2005) - Censo: 1.813.356 - Votantes: 1.431.996 (79,0%) - Abstención: 381.360 (21,0%) - Válidos: 1.425.777 - A candidatura: 1.414.269 (99,2%) | Partido Socialista de Euskadi-Euskadiko Ezkerra (PSE-EE-PSOE)                                 | Nicolás Redondo Terreros | 253.195 | 17,90 | 13      | -1         |
| - Lendakari: Juan José Ibarretxe - Gobiernos: EAJ-PNV y EA (hasta septiembre de 2001) EAJ-PNV, EA y EB-IU-B (septiembre de 2001-2005) - Censo: 1.813.356 - Votantes: 1.431.996 (79,0%) - Abstención: 381.360 (21,0%) - Válidos: 1.425.777 - A candidatura: 1.414.269 (99,2%) | Euskal Herritarrok (EH) f                                                                     | Arnaldo Otegi            | 143.139 | 10,12 | 7       | -7         |
| - Lendakari: Juan José Ibarretxe - Gobiernos: EAJ-PNV y EA (hasta septiembre de 2001) EAJ-PNV, EA y EB-IU-B (septiembre de 2001-2005) - Censo: 1.813.356 - Votantes: 1.431.996 (79,0%) - Abstención: 381.360 (21,0%) - Válidos: 1.425.777 - A candidatura: 1.414.269 (99,2%) | Ezker Batua-Izquierda Unida-Berdeak (EB-IU-B)                                                 | Javier Madrazo           | 78.862  | 5,58  | 3       | +1         |
| - Lendakari: Juan José Ibarretxe - Gobiernos: EAJ-PNV y EA (hasta septiembre de 2001) EAJ-PNV, EA y EB-IU-B (septiembre de 2001-2005) - Censo: 1.813.356 - Votantes: 1.431.996 (79,0%) - Abstención: 381.360 (21,0%) - Válidos: 1.425.777 - A candidatura: 1.414.269 (99,2%) | Partido Humanista (PH)                                                                        |                          | 3.708   | 0,26  | 0       |            |
| - Lendakari: Juan José Ibarretxe - Gobiernos: EAJ-PNV y EA (hasta septiembre de 2001) EAJ-PNV, EA y EB-IU-B (septiembre de 2001-2005) - Censo: 1.813.356 - Votantes: 1.431.996 (79,0%) - Abstención: 381.360 (21,0%) - Válidos: 1.425.777 - A candidatura: 1.414.269 (99,2%) | Partido del Karma Democrático (PKD)                                                           |                          | 2.000   | 0,14  | 0       |            |
| - Lendakari: Juan José Ibarretxe - Gobiernos: EAJ-PNV y EA (hasta septiembre de 2001) EAJ-PNV, EA y EB-IU-B (septiembre de 2001-2005) - Censo: 1.813.356 - Votantes: 1.431.996 (79,0%) - Abstención: 381.360 (21,0%) - Válidos: 1.425.777 - A candidatura: 1.414.269 (99,2%) | Trabajadores por el Diálogo (TD)                                                              |                          | 1.017   | 0,07  | 0       |            |
| - Lendakari: Juan José Ibarretxe - Gobiernos: EAJ-PNV y EA (hasta septiembre de 2001) EAJ-PNV, EA y EB-IU-B (septiembre de 2001-2005) - Censo: 1.813.356 - Votantes: 1.431.996 (79,0%) - Abstención: 381.360 (21,0%) - Válidos: 1.425.777 - A candidatura: 1.414.269 (99,2%) | Askatasuna                                                                                    |                          | 663     | 0,05  | 0       |            |
| - Lendakari: Juan José Ibarretxe - Gobiernos: EAJ-PNV y EA (hasta septiembre de 2001) EAJ-PNV, EA y EB-IU-B (septiembre de 2001-2005) - Censo: 1.813.356 - Votantes: 1.431.996 (79,0%) - Abstención: 381.360 (21,0%) - Válidos: 1.425.777 - A candidatura: 1.414.269 (99,2%) | Partido Carlista de Euskalherria (EKA)                                                        |                          | 530     | 0,04  | 0       |            |
| - Lendakari: Juan José Ibarretxe - Gobiernos: EAJ-PNV y EA (hasta septiembre de 2001) EAJ-PNV, EA y EB-IU-B (septiembre de 2001-2005) - Censo: 1.813.356 - Votantes: 1.431.996 (79,0%) - Abstención: 381.360 (21,0%) - Válidos: 1.425.777 - A candidatura: 1.414.269 (99,2%) | Unidad Alavesa (UA) c                                                                         |                          | N/A     | N/A   | 0       | -2         |
| - Lendakari: Juan José Ibarretxe - Gobiernos: EAJ-PNV y EA (hasta septiembre de 2001) EAJ-PNV, EA y EB-IU-B (septiembre de 2001-2005) - Censo: 1.813.356 - Votantes: 1.431.996 (79,0%) - Abstención: 381.360 (21,0%) - Válidos: 1.425.777 - A candidatura: 1.414.269 (99,2%) | En blanco                                                                                     |                          | 11.508  | 0,80  | N/A     | N/A        |
| - Lendakari: Juan José Ibarretxe - Gobiernos: EAJ-PNV y EA (hasta septiembre de 2001) EAJ-PNV, EA y EB-IU-B (septiembre de 2001-2005) - Censo: 1.813.356 - Votantes: 1.431.996 (79,0%) - Abstención: 381.360 (21,0%) - Válidos: 1.425.777 - A candidatura: 1.414.269 (99,2%) | Nulos                                                                                         |                          | 6.219   | 0,43  | N/A     | N/A        |

a De los cuales 26 pertenecen a PNV y 7 a EA.

b Respecto a la suma PNV y EA en 1998.

c El PP tuvo el apoyo de Unidad Alavesa (UA), que no presentó listas propias.

d De los cuales 18 pertenecen a PP y 1 a UA.

e Respecto a la suma de PP y UA en 1998.

f Desde 2003, Sozialista Abertzaleak.

### Por territorios históricos
| Resultados por territorios históricos |        |        |         |       |           |           |           |           |         |         |         |         |            |            |            |            |
| Partido                               | Álava  | Álava  | Álava   | Álava | Guipúzcoa | Guipúzcoa | Guipúzcoa | Guipúzcoa | Vizcaya | Vizcaya | Vizcaya | Vizcaya | País Vasco | País Vasco | País Vasco | País Vasco |
| Partido                               | Votos  | %      | Escaños | +/-   | Votos     | %         | Escaños   | +/-       | Votos   | %       | Escaños | +/-     | Votos      | %          | Escaños    | +/-        |
| PNV-EA                                | 64.832 | 33,85% | 9       | 2     | 203.445   | 44,69%    | 12        | 2         | 335.945 | 43,77%  | 12      | 2       | 604.222    | 42,72      | 33         | 6          |
| PP-UA                                 | 62.737 | 32,75% | 9       | =     | 82.792    | 18,19%    | 4         | =         | 181.404 | 23,64%  | 6       | 1       | 326.933    | 23,12%     | 19         | 1          |
| PSE-EE                                | 39.469 | 20,61% | 5       | =     | 74.042    | 16,26%    | 4         | =         | 139.684 | 18,2%   | 4       | 1       | 253.195    | 17,9%      | 13         | 1          |
| EH                                    | 11.836 | 6,18%  | 1       | 2     | 69.409    | 15,25%    | 4         | 3         | 61.894  | 8,06%   | 2       | 2       | 143.139    | 10,12%     | 7          | 7          |
| EB-B                                  | 11.430 | 5,97%  | 1       | =     | 23.731    | 5,21%     | 1         | 1         | 43.701  | 5,69%   | 1       | =       | 78.862     | 5,58%      | 3          | 1          |
| En blanco                             | 1.694  | 0,87%  | N/A     | N/A   | 3.669     | 0,8%      | N/A       | N/A       | 6.145   | 0,79%   | N/A     | N/A     | 11.508     | 0,8%       | N/A        | N/A        |
| Nulos                                 | 1.070  | 0,55%  | N/A     | N/A   | 1.969     | 0,43%     | N/A       | N/A       | 3.180   | 0,41%   | N/A     | N/A     | 6.219      | 0,43%      | N/A        | N/A        |

Guipúzcoa: La coalición formada por EAJ-PNV/EA fue la vencedora en prácticamente todos los municipios del territorio histórico, a excepción de Lasarte-Oria (dónde ganó el PSE-EE), y de Oreja, Lizarza, Leaburu, Belaunza y Baliarráin, donde la fuerza más votada fue Euskal Herritarrok (EH).
Vizcaya: La coalición formada por EAJ-PNV/EA fue la vencedora en todos los municipios del territorio histórico, a excepción de Ermua, donde la fuerza más votada fue el PP.

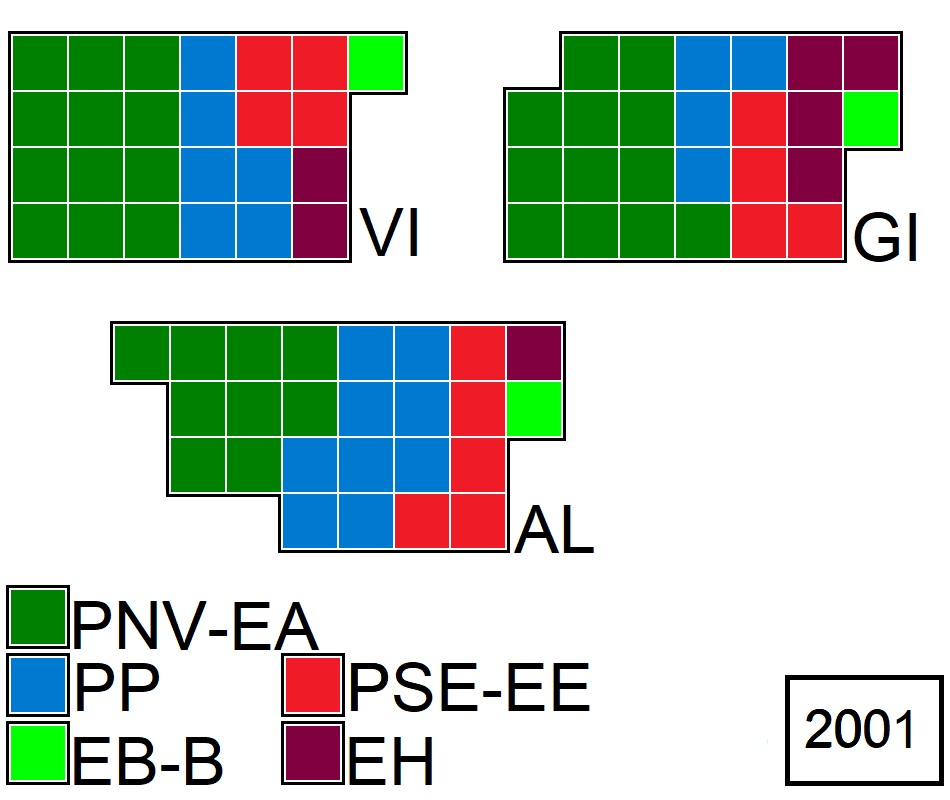
Reparto de escaños según las circunscripciones

## Investidura del lendakari
Juan José Ibarretxe fue reelegido por mayoría simple el 12 de julio de 2001 con los votos de PNV, EA (salvo un diputado ausente) y EB-B.
| Fecha                                                   | Voto                          |    |    |    |   |   |   | Total |
| ------------------------------------------------------- | ----------------------------- | -- | -- | -- | - | - | - | ----- |
| 11 de julio de 2001 Mayoría requerida: Absoluta (38/75) | Juan José Ibarretxe (EAJ-PNV) | 26 |    |    | 7 |   |   | 33/75 |
| 11 de julio de 2001 Mayoría requerida: Absoluta (38/75) | Abstención                    |    | 19 | 13 |   |   | 3 | 35/75 |
| 11 de julio de 2001 Mayoría requerida: Absoluta (38/75) | No votaron                    |    |    |    |   | 7 |   | 7/75  |
| 12 de julio de 2001 Mayoría requerida: Simple           | Juan José Ibarretxe (EAJ-PNV) | 26 |    |    | 6 |   | 3 | 35/75 |
| 12 de julio de 2001 Mayoría requerida: Simple           | Abstención                    |    | 19 | 13 |   |   |   | 32/75 |
| 12 de julio de 2001 Mayoría requerida: Simple           | No votaron                    |    |    |    | 1 | 7 |   | 8/75  |